# Dokusan
Mit Dokusan (jap. 独参, „Einzelbesuch“) bezeichnet man die Begegnung unter vier Augen mit dem Meister oder Lehrer  in der Zurückgezogenheit seines Zimmers, im Rinzai-Zen (im Westen teilweise auch im Soto-Zen). Die besprochenen Inhalte unterliegen der absoluten Vertraulichkeit. Im Dokusan kann der Schüler zum Zweck der Unterweisung alles besprechen, was die Zen-Praxis betrifft, Probleme oder Einsichten; der Lehrer oder Meister seinerseits erhält die Möglichkeit, Fortschritte des Schülers zu prüfen.
Das Dokusan ist nicht wie das Taiwa ein einfaches Gespräch über richtiges Zazen, Atmung oder andere Inhalte der Übungen, das manchmal auch fortgeschrittenere Schüler anstelle des Meisters halten dürfen.
Dokusan ist eine der tragenden Säulen der Zen-Übung. Ein oft gebrauchter Vergleich ist das Ei, das von außen durch die Henne und von innen durch das Küken aufgebrochen wird; mit Hilfe des Lehrers bricht der Schüler durch die Schale der Unwissenheit. Häufig dient das Dokusan der Bearbeitung von Kōans und der Überprüfung des Übungsfortschritts des Praktizierenden und seiner/ihrer Annäherung an die „Wesensschau“ (Kenshō).

## Ablauf eines Dokusan
In den Rinzai- und Obaku-Schulen stellt das Dokusan einen wesentlichen Bestandteil der Mönchsausbildung dar. Im Rahmen eines Dokusan gibt der Meister seinem Schüler zunächst ein Koan. In anschließenden Gesprächen überprüft er dann das Verständnis des Schülers und bewertet so dessen Fortschritt. Dokusan unterliegt einem festen Ablauf, der den Gang zum Raum des Meisters, das Eintreten in den Raum, das Grüßen des Meisters, den Ablauf des Gesprächs und das Verlassen des Raumes umfasst. Die Rituale unterscheiden sich je nach Schule. Der Meister kann zu jedem Zeitpunkt die Begegnung durch das Läuten einer kleinen Handglocke beenden. Dann muss der Schüler sich sofort – unter Einhaltung aller üblichen Rituale – entfernen und weiter an seiner Aufgabe arbeiten. So kann der Lehrer Fehlentwicklungen und Sackgassen der Übung erkennen und den Schüler wieder auf einen zielführenden Weg lenken.

## Arbeit mit Koans
Bei der Arbeit mit Kōans im Dokusan muss der Schüler die „Lösung“ einer speziellen „Aufgabe“ präsentieren. Da es meistens festgelegte Koansammlungen (z. B. Rinzai-Roku, Mumonkan, Hekiganroku) gibt, besteht die Antwort des Meisters im Falle der „Lösung“ eines Koans meistens lediglich im Kommentar: „Gut. Nächstes Koan.“ Manchmal zitiert der Meister dann das folgende Koan und entlässt den Schüler durch das Läuten einer Glocke.
Die traditionelle Arbeit am Koan setzt das Auswendiglernen des Textes voraus, da der Schüler es jedes Mal zu Beginn des Dokusan vollständig rezitieren soll. Da die „Lösungen“ der Koans manchmal in Form ungewöhnlicher Handlungen oder geäußerter Töne bestehen können, kommt es auch vor, dass ein Schüler den Raum betritt und alle Formen beiseitelässt, wobei gerade westlichen Schülern oftmals ein Hang zu gekünstelter Inszenierung nachgesagt wird, so dass das Dokusan dem Ringen zweier Geister um die Wahrheit des Augenblicks (i-shin-den-shin = von meinem Geist/Herz zu deinem Geist/Herz) nicht gerecht wird.
Ähnlich einer therapeutischen Sitzung ist die Beziehung zwischen Schüler und Meister oft stark aufgeladen und es kommt zu großen geistigen Kämpfen. Ist der Meister „sein Salz wert“, dann wird der Schüler allerdings auch nach größten Frustrationen immer wieder durch sehr dichte Momente von Erfahrung und im Durchbrechen der Schranken des Koans zu tiefen Einsichten gebracht, woraus im Laufe der Zeit eine tiefempfundene Verehrung für den Lehrer entsteht. Die langfristige Aufgabe des Meisters (Roshi) ist, wie die eines jeden Lehrers oder auch Therapeuten die, dass der Schüler sich vom Meister völlig emanzipiert und schließlich abnabelt (was der Verehrung keinen Abbruch tut). Im Zen spricht man sogar davon, dass ein Schüler, der „nur“ genauso gut ist wie sein Meister, diesem nicht ebenbürtig ist. Darum soll der Schüler die „Schultern des Meisters besteigen“ – darin spiegelt sich die geistige Freiheit des Zen.